# Ruch Bojowników o Wolność Gospodarczą
Ruch Bojowników o Wolność Gospodarczą (ang. Economic Freedom Fighters, EFF) – lewicowa partia polityczna powstała w Południowej Afryce w 2013 roku w wyniku rozłamu w rządzącym Afrykańskim Kongresie Narodowym. Liderem partii jest były członek Kongresu Narodowego, Julius Malema. W wyborach parlamentarnych w 2014 roku partia zdobyła 6,35 procent poparcia przez co stała się trzecią co do wielkości partią w parlamencie krajowym. Partia duże poparcie zdobyła na krytyce polityki prezydenta Jacoba Zumy oraz głosi bardziej radykalne poglądy wzywając m.in. do nacjonalizacji kopalń i reformy rolnej przez co pozostaje w sporze z bardziej umiarkowanymi formacjami RPA – Kongresem Narodowym i Południowoafrykańską Partią Komunistyczną. Partia w sferze ideowej określa się mianem antykapitalistycznej i antyimperialistycznej.

## Poparcie
| Wybory | Poparcie | Zmiana punktów procentowych | Mandaty | Zmiana |
| ------ | -------- | --------------------------- | ------- | ------ |
| 2014   | 6,35%    | -                           | 25      | -      |
| 2019   | 10,80%   | 4,45                        | 44      | 19     |
| 2024   | 9,52%    | 1,28                        | 39      | 5      |